# Kaspar Meder
Kaspar Meder (* 30. Juni 1798 in Weyersfeld; † 10. Februar 1875 in Hirschfeld) war ein bayerischer Landwirt und Politiker.

## Leben
Kaspar Meder war zunächst als Lehrer tätig. Danach war er Landwirt, Krämer und Grundbesitzer. Ab 1825 war er Gemeindevorsteher von Hirschfeld bei Schweinfurt und von 1857 bis 1863 Mitglied des Landrats von Unterfranken.
Von 1863 bis 1868 war Meder Mitglied der Bayerischen Kammer der Abgeordneten für den Wahlkreis Forchheim. Von 1868 bis 1870 gehörte er außerdem als Abgeordneter des Wahlkreises Unterfranken 5 (Schweinfurt, Haßfurt, Ebern) dem Zollparlament an.